# Emilio Duró
Emilio Duró Pàmies (Lérida, 1960) es un empresario, profesor y conferenciante español dedicado a la consultoría y a la formación en el mundo de la empresa. [cita requerida] Colabora, como invitado externo y profesor asociado, en universidades y escuelas de negocios.[cita requerida]

## Biografía
Cursó los estudios básicos en el colegio Terraferma de Lérida. Es licenciado en Ciencias Económicas por la Universitat Autònoma de Barcelona. A lo largo de la segunda década del siglo XXI, se ha hecho conocido gracias a su labor pedagógica para empresarios por medio de diferentes conferencias, que centra basándose en el poder del optimismo y la ilusión, además de en la importancia de la innovación y en mantenerse sano y abierto a aprender y desaprender en todo momento.
Su salto a la popularidad en España se debió a la publicación en Internet, sin su consentimiento, de un vídeo grabado durante una de sus conferencias. [cita requerida] Tras este hecho fue invitado a varios programas radiofónicos y televisivos como El hormiguero, Buenafuente, Cintora a pie de calle o Para todos La 2.

## Influencia Cultural
El compositor y cantante español José Riaza incluye un extracto de un discurso de Emilio Duró en la canción Fluye de su álbum Gracias (2013).